# Kanton Brackwede
Der Kanton Brackwede war eine Verwaltungseinheit im Distrikt Bielefeld des Departements der Weser im Königreich Westphalen von 1807 bis 1810 zur Zeit Napoléon Bonapartes. Nach der Annexion der Gebiete westlich der Weser durch das Kaiserreich Frankreich gehörte der Kanton von 1812 bis 1813 zum Departement der Fulda. Hauptort des Kantons und Sitz des Friedensgerichts war Brackwede, heute Stadtteil von Bielefeld.
Der Kanton umfasste zwei Munizipalitäten, nämlich Brackwede und Steinhagen. Zur Munizipalität Brackwede gehörten Brackwede, Ummeln, Senne, Sandhagen, ab 1812 auch aus Heepen-Senne Die Munizipalität Steinhagen bestand aus Steinhagen, Holtkamp, Isselhorst, Hollen, Ebbesloh und Niehorst.
1812 wurden beide Munizipalitäten zusammengelegt, jedoch schied der Ort Steinhagen aus. Damit bestand der Kanton nur noch aus einer Munizipalität.
Aus dem Kanton Brackwede nahmen elf Männer am Russlandfeldzug 1812 teil, davon je einer aus Hollen und Ummeln sowie je drei aus Brackwede, Isselhorst und Senne.